# Heure en Antarctique

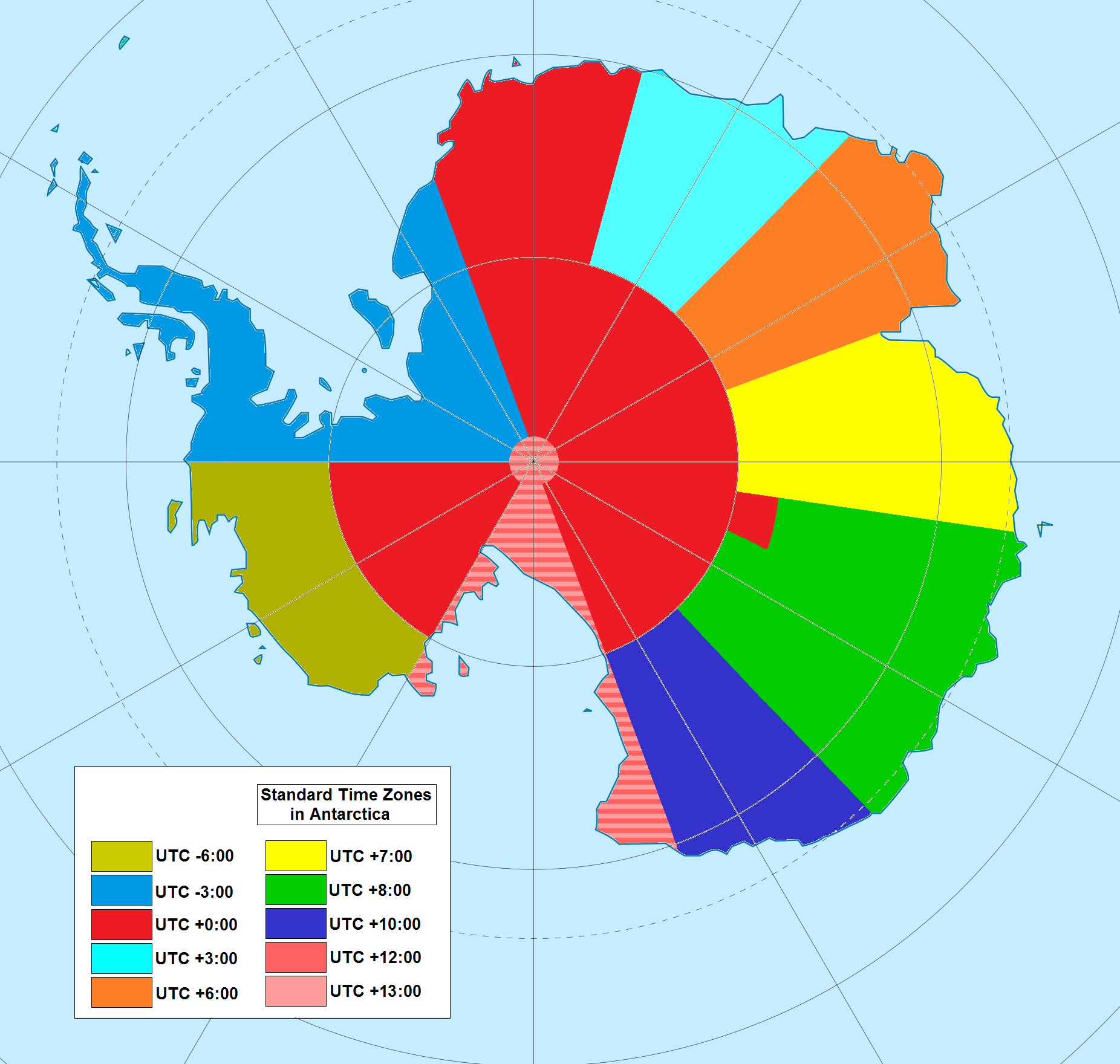
Carte approximative des fuseaux horaires en Antarctique.
UTC±00:00
UTC+03:00
UTC+05:00
UTC+06:00
UTC+07:00
UTC+08:00
UTC+10:00
UTC+12:00
UTC+13:00
UTC−06:00
UTC−04:00
UTC−03:00

L'heure en Antarctique est complexe du fait de la situation de ce continent. En effet, le pôle Sud étant dans sa partie centrale, l'Antarctique est situé sur tous les méridiens. Théoriquement, l'Antarctique est donc situé dans tous les fuseaux horaires à la fois.
Toutefois, les régions au sud du cercle Antarctique ont des cycles jour-nuit qui rendent difficile de déterminer quel fuseau horaire est le plus approprié. Pour des raisons pratiques, les fuseaux horaires sont donc généralement basés sur les revendications territoriales. De nombreuses stations utilisent également l'heure du pays auxquelles elles appartiennent ou se basent sur l'heure de leur zone d'approvisionnement. Par exemple la base antarctique McMurdo et la base antarctique Amundsen-Scott utilisent l'heure en Nouvelle-Zélande puisqu'elles sont approvisionnées depuis Christchurch.